# Gäddtjärnen (Alfta socken, Hälsingland)
Gäddtjärnen är en sjö i Ovanåkers kommun i Hälsingland och ingår i Ljusnans huvudavrinningsområde.